# Slag bij Valmaseda
De Slag bij Valmaseda was een veldslag tijdens de Spaanse Onafhankelijkheidsoorlog en vond plaats op 5 november 1808. De Spaanse troepen stonden onder aanvoering van Joaquín Blake en het Franse Keizerlijke leger stond onder leiding van Eugene-Casimir Villatte.

## Aanloop
Na de onbesliste Slag bij Pancorbo was de Franse legerleiding ervan overtuigd dat het Spaanse leger in Galicië moest worden uitgeschakeld. Hierop zette generaal Villatte de achtervolging in op de troepen van Joaquìn Blake.

## De slag
Op 5 november had Villatte het Spaanse leger ingehaald en ging over tot een massale aanval. Blake wist deze aanval af te slaan en ging in de tegenaanval. Villatte weigerde zich over te geven aan de Spanjaarden en was in staat om zich een weg uit de omsingeling te slaan. Ondanks dat waren de Spanjaarden in staat om 300 Franse soldaten gevangen te nemen en een kanon.
Tijdens de terugtrekking van het Franse leger werden ze nog overvallen door een onderofficier van Blake, Acevedo. Deze was in staat om de voorraden van de Fransen af te nemen.

## Nasleep
Joaquìn Blake zou niet lang kunnen nagenieten van zijn overwinning, want twee weken later zou Claude Victor-Perrin tijdens de Slag bij Espinosa de Spanjaarden weten te verslaan. Nadien werd Blake vervangen door Pedro Caro y Sureda als bevelhebber van de Galicische troepen.